# Buigny-lès-Gamaches
Buigny-lès-Gamaches è un comune francese di 396 abitanti situato nel dipartimento della Somme nella regione dell'Alta Francia.

## Società

### Evoluzione demografica
Abitanti censiti